# Rebecca Gomperts
Rebecca Gomperts, född 1966, är en holländsk läkare och aktivist för kvinnors rättigheter, i synnerhet aborträttigheter. Hon grundade Women on Waves och Women on Web, som tillhandahåller reproduktiva hälsotjänster för kvinnor i länder där de inte är tillgängliga. 
2013 och 2014 ingick Gomperts i BBC:s 100 Women. 2018 grundade hon Aid Access, som är verksamt i USA. Hon är utbildad abortspecialist och aktivist och anses vara den första aborträttsaktivisten som korsar internationella gränser.
Gomperts ingick i Time 100 Most Influential People 2020.

## Biografi
Rebecca Gomperts föddes 1966 i Paramaribo i Surinam. Hennes familj flyttade till Nederländerna när hon var tre år gammal och hon växte upp i hamnstaden Vlissingen. Gomperts flyttade till Amsterdam i mitten av 1980-talet efter gymnasiet. Hon studerade konceptuell konst och medicin parallellt och har en examen från konsthögskolan Rietveldakademien, och en läkarexamen. 2011 avslutade hon en masterexamen i offentlig politik och förvaltning vid Princeton University och 2014 doktorerade hon vid Karolinska Institutet.